# Genki Rockets
 (décembre 2012).
Si vous disposez d'ouvrages ou d'articles de référence ou si vous connaissez des sites web de qualité traitant du thème abordé ici, merci de compléter l'article en donnant les références utiles à sa vérifiabilité et en les liant à la section « Notes et références ».
Genki Rockets (元気ロケッツ) est un groupe de musique virtuel créé par Tetsuya Mizuguchi et produit par Kenji Tamai.
Lumi, la vedette du groupe, est née le 11 septembre 2019 dans la station spatiale internationale. Elle est la première personne à naître dans l'espace et elle n'a jamais visité la terre.
Lumi apparait dans le jeu vidéo Child of Eden. Elle est interprétée par Rachel Rhodes.
Le clip Heavenly Star apparait dans le jeu No More Heroes de Suda 51, en regardant la télévision dans la chambre du motel.

## Interprétation de Lumi
Lumi est doublée par deux chanteuses, Rachel Rhodes et Nami Miyahara.
Toutes deux interprètent la voix du personnage de Lumi.
Le visuel du personnage de Lumi est quant à lui interprété par Rachel Rhodes.